# De rondekoning
De rondekoning  is een album van de stripreeks Jommeke. Het verscheen oorspronkelijk in een beperkte oplage op 4 april 2015 bij Het Nieuwsblad. Het album verscheen naar aanleiding van de 99e Ronde van Vlaanderen. In 2018 verscheen het als nr. 289 in de hoofdreeks.

## Personages
- Jommeke
- Flip
- Filiberke
- Kwak en Boemel
- Tico Nattan
- Fred Wielemans
- kleine rollen : Tist, boer Snor, Teofiel, Marie, Prosper, Charlotte, Bert, de Miekes, Choco, Pekkie, gebroeders Gobelijn, organisator Ronde van Vlaanderen, burgemeester van Zonnedorp, secretaris van Zonnedorp, Tom Bidon, Anatool, Smosbol, Elodie van Stiepelteen, Fifi, Odilon van Piependale, Tobias, de begijntjes, Bella, Zwijntje, professor Gobelijn, ...

## Verhaal
Tist, de handelaar in oud ijzer van Zonnedorp, is op ronde. Onderweg pikt hij bij het huis van professor Gobelijn een oude fiets op die tegen zijn poort staat. Onderweg naar boer Snor moet hij echter over een helling met een slechte kasseiweg. Tijdens de rit kraakt zijn achterwiel af. Kwak en Boemel zijn net in de buurt en met de oude fiets op de kar rijdt Kwak om hulp bij boer Snor. Kwak blijkt buitengewoon snel over de kasseiweg te rijden. Als beloning mag hij de fiets houden.
Ondertussen heeft Jommekes vader Teofiel een tweedehands racefiets gekocht. Hij heeft zich met Prosper, Filiberkes vader, aangesloten bij wielerclub De lustige flandriens. Tijdens een trainingsritje langs het jaagpad van het kanaal worden ze echter voorbijgestoken door Kwak met zijn oude fiets, terwijl Boemel op de bagagedrager zit. Hoewel ze hem proberen in te halen, lukt het de vaders niet. Even later halen ze profrenner Tico Nattan en zijn ploegleider Fred Wielemans in. Fred besluit Kwak meteen in zijn wielerploeg op te nemen als nieuwe kopman, tot grote onvrede van Tico. Kwak wordt de week erop in de Zwevegemse Pijl verwacht. Jommeke besluit met een hele supportersgroep uit Zonnedorp Kwak aan te moedigen.
In Zwevegem blijkt Kwak niet aan de start te staan. Hij is met de fiets gekomen en onderweg verdwaald. Wanneer alle renners al vertrokken zijn, komt hij eindelijk aan. Hij zet meteen de jacht op het peloton in dat hij met gemak inhaalt. Onderweg krijgt hij een bidon van Tico naar zijn hoofd geslingerd, waarna die meteen uit de wedstrijd genomen wordt. Kwak wint met een monstervoorsprong en mag daarna in de Vlaamse voorjaarskoersen starten die hij allemaal wint. En dan is het tijd voor de belangrijkste wedstrijd, de Ronde van Vlaanderen. Ondertussen blijkt dat de helling Kwaremont die een van de scherprechters van de wielerwedstrijd is, per ongeluk geasfalteerd werd. De organisator van de Ronde van Vlaanderen moet in allerijl op zoek naar een nieuwe heftige helling. De asfalteerders melden hem dat er in Zonnedorp een Botterberg is en de burgemeester van Jommekes dorp is maar al te graag bereid de Ronde door zijn dorp te laten passeren. De burgemeester mag overigens als vip mee in de volgwagen van Kwaks ploeg, samen met Jommeke en Filiberke.
Dan breekt de dag aan waarop de Ronde in Brugge start. Tijdens de hectische aankomst van de wielerploegen besluit Tico Kwak te boycotten door diens fiets in de Brugse reien te gooien, waarbij hij net niet door Jommeke en zijn vrienden betrapt wordt. En dan gaat de Ronde van start, maar is Kwak nog op zoek naar zijn fiets. Hij vertrekt dan maar met een tijdritfiets van de ploeg, maar hij geraakt nauwelijks vooruit. Tico Nattan weigert op Kwak te wachten zoals zijn ploegleider vraagt. Dit doet Flip vermoeden dat Tico een rol speelt bij het verdwijnen van Kwaks fiets. Hij vliegt terug naar Brugge, waar hij Boemel terugvindt en ze samen de fiets van Kwak uit de reien kunnen vissen. Boemel blijkt overigens even snel te kunnen fietsen en haalt Kwak bij, waarop Kwak verder rijdt met zijn auto fiets en Boemel op het bagagerek. In geen tijd haalt Kwak het peloton weer bij, inbegrepen de ontsnapte Tico Nattan. Net voor de passage over de Botterberg wordt Kwak door professor Gobelijn die seingever is, de verkeerde kant uitgestuurd, maar de fout wordt snel hersteld. De professor herkent echter de fiets en begint Kwak te voet te achtervolgen. Na een lekke band van Kwak komt het zelfs tot een handgemeen en kan Tico Kwak inhalen. Maar op 500 meter van de meet kan Kwak Tico terug bijbenen. Maar dan begint Kwak plots stil te vallen en geraakt hij niet meer vooruit. Hij wordt zelfs bijgebeend door Tico Nattan en Tom Bidon van een andere wielerploeg. Uit de fotofinish blijkt dat de drie renners tegelijk over de meet reden en samen als winnaar uitgeroepen worden.
Terwijl de renners op het podium staan, komt professor Gobelijn en meldt dat de fiets van Kwak zijn fiets is waarin een motor verborgen zit. Dit verklaart meteen waarom Kwak zo snel kon rijden en net voor de meet stilviel. Hij wordt gediskwalificeerd, maar meldt de jury dat Tico zijn fiets in het water gegooid had. Daarop wordt ook Tico gediskwalificeerd en wint Tom Bidon de Ronde. De wielercarrière van Kwak is daarmee voorbij, maar de organisator van de Ronde meldt hem dat ze volgend jaar een kermiskoers in Zonnedorp zullen inrichten, het Kwakcriterium.

## Achtergronden bij het verhaal
- Het album werd aanvankelijk uitgegeven als gesponsorde bijlage bij de krant Het Nieuwsblad en bevat dan ook verschillende sponsorvermeldingen van dit dagblad. Maar ook andere sponsors komen veelvuldig in beeld: de provincie Oost-Vlaanderen, warenhuisketen Lidl, telecombedrijf Proximus en bank KBC.
- Wielerorganisator Flanders Classics is eveneens eens sponsor van het album. Hun logo staat op de achterkant van de oorspronkelijke uitgave. Naast de Ronde van Vlaanderen worden ook drie andere wedstrijden van hen vermeld: de Omloop Het Nieuwsblad, Dwars door Vlaanderen en Gent-Wevelgem. De organisator in het album is dan ook gebaseerd op Flanders Classicsbestuurder Wouter Vandenhaute.
- In het verhaal wordt per vergissing de Kwaremont geasfalteerd, een helling in de Vlaamse Ardennen. De asfalteerders moesten eigenlijk de parking van brouwerij Kwaremont asfalteren. Dit is een 'sponsor'-verwijzing naar het wielerbier van Brouwerij De Brabandere.
- Het album zit vol verwijzingen naar wielertermen en wielererfgoed. Zo wordt onder meer Eddy Merckx, met ook een knipoog naar diens naamgenoot meervoudig wereldkampioen biljart, vernoemd. Op pagina 38 is het monument voor Karel van Wijnendaele in Kwaremont te zien. Van Wijnendaele is een van de pioniers van de Ronde van Vlaanderen.
- De eerste wielerwedstrijd in het albums vindt plaats in de gemeente Zwevegem. Die gemeente was in 2015 het 'Dorp van de Ronde'. Op pagina 25 staat een signalisatiebord 'Gemeente Zwevegem verzusterd met Zonnedorp' en een afbeelding van Jommeke erbij. Dit verkeersbord bestaat echt en staat in Zwevegem. De burgemeester van Zwevegem in het album is gebaseerd op de burgemeester van het echte Zwevegem, Marc Doutreluingne.
- Ook de stad Brugge, toen nog de startplaats van de Ronde, komt in beeld met onder meer het Belfort en de Brugse reien.
- In de versie van 2018 is Antwerpen de startplaats van de ronde. Bepaalde prentjes zijn dan ook in deze zin aangepast. Het silhouet van het Belfort werd echter in één prent behouden.
- De wielrenners Tico Nattan en Tom Bidon zijn qua naam gebaseerd op de oud-renner Nico Mattan en renner Tom Boonen. Verschillende personages met een kleine rol of op de achtergrond lijken gebaseerd op wielrenners of personen uit het koersmilieu. Ploegleider Fred is wellicht gebaseerd op ploegleider Wilfried Peeters. De baas van Het Nieuwsblad is gebaseerd op (sport)redacteur Guy Fransen. Wielercommentatoren Michel Wuyts en José De Cauwer komen eveneens in beeld. Tijdens hun verslaggeving hebben ze het plots over 'Renaat', een verwijzing naar journalist op de motor Renaat Schotte. Op pagina 32 is een journalist te zien die gebaseerd is op wielerjournalist Carl Berteele. Op pagina 35 zijn enkele renners op tv te zien. Een van hen is gebaseerd op de Italiaanse renner Luca Paolini
- In dit album blijkt professor Gobelijn plots twee neven te hebben die in een bedrijf in asfalteringswerken hebben.